# Teinobasis rajah
Teinobasis rajah là một loài chuồn chuồn kim trong họ Coenagrionidae.
Loài này được xếp vào nhóm Loài ít quan tâm trong sách Đỏ của IUCN năm 2007.
Teinobasis rajah được Laidlaw miêu tả khoa học năm 1912.